# Muzeum Ayala
Muzeum Ayala (španělsky Museo Ayala, tagaložsky Museong Ayala, anglicky Ayala Museum) je filipínské muzeum umění a historie ve městě Makati v metropolitní oblasti Manily. Je považováno za jednu z nejdůležitějších soukromých institucí filipínského umění a kultury. Vznik muzea podnítil v roce 1950 filipínský abstraktní malíř Fernando Zóbel a bylo otevřeno v roce 1967 pod záštitou Nadace Ayala. Původně vzniklo jako muzeum filipínské historie a ikonografie a bylo rozšířeno na muzeum výtvarného umění a historie vůbec.
V muzeu je šest stálých výstav:
diorámata
diorámata z filipínské historie;
modely lodí
které se dříve používaly v okolí Filipín pro mořeplavbu;
filipínské výtvarné umění
zastoupeni jsou např. Juan Luna, Fernando Amorsolo a Fernando Zóbel de Ayala y Montojo;
zlaté předměty
více než 1000 zlatých objektů z předkoloniálních dob;
historické domorodé oděvy
ze sbírky francouzského diplomata Bréjarda, který v Manile působil v letech 1881 až 1886;
keramika
výstava nazvaná Tisíc let kontaktů ukazuje asi 500 kusů staré keramiky z Číny a jihovýchodní Asie nalezené na Filipínách.
Kromě toho se pořádají dočasné výstavy. Působí zde také odborná knihovna Filipinas Heritage Library a Centrum studia keramiky.